# Erodium medeense
Erodium medeense là một loài thực vật có hoa trong họ Mỏ hạc. Loài này được Batt. mô tả khoa học đầu tiên năm 1883.